# Antonín Tlusťák
Antonín Tlusťák (ur. 7 marca 1982 w Gottwaldovie) – czeski kierowca rajdowy. W 2010 roku był rajdowym wicemistrzem Europy, a w 2011 roku zajął w nich 3. miejsce.

## Życiorys
Swoją karierę w sportach motorowych Tlusťák rozpoczął w 1995 roku i początkowo jeździł w zawodach kartingowych. W 2000 roku zaliczył swój debiut w rajdach. Wystartował wówczas Hondą Civic VTi w rajdowych mistrzostwach Czech, a także w czeskich rallysprintach. Do 2004 roku startował Hondą, a następnie zaczął jeździć Citroënem Saxo Kit Car. W 2006 roku rozpoczął starty w mistrzostwach Europy. Zdobył wówczas swoje pierwsze 5 punktów w nich, za 8. miejsce w Rajdzie Bułgarii i 5. miejsce w Rajdzie Antibes. Od tego czasu regularnie startował w mistrzostwach Europy.
W 2008 roku Tlusťák zmienił samochód z Citroëna Saxo na Citroëna C2 S1600. W październiku 2008 zaliczył swój debiut w mistrzostwach świata. Pilotowany przez Jana Škalouda zajął wówczas 48. miejsce w Rajdzie Korsyki. W 2010 roku rozpoczął starty Škodą Fabią S2000. W sezonie 2010 wywalczył rajdowe wicemistrzostwo Europy. Zdobył 140 punktów i o 55 przegrał z Włochem Lucą Rossettim. Nie wygrał żadnego rajdu w ramach mistrzostw Europy, ale pięciokrotnie stanął na podium – był drugi w Rajdzie Barum, Rajdzie Asturii i Rajdzie Elpa oraz trzeci w Rajdzie Antibes i Rajdzie Valais.
W sezonie 2011 Tlusťák zajął 3. miejsce w mistrzostwach Europy. Czterokrotnie był na podium. Był trzeci w Rajdzie Madery i Rajdzie Ypres, drugi w Rajdzie Asturii, a także wygrał Rajd Valais.

## Występy w rajdach WRC
| Sezon | Zespół          | Samochód         | 1      | 2       | 3      | 4         | 5        | 6      | 7      | 8      | 9         | 10     | 11            | 12        | 13 | 14      | 15              | 16 | Punkty | Miejsce |
| ----- | --------------- | ---------------- | ------ | ------- | ------ | --------- | -------- | ------ | ------ | ------ | --------- | ------ | ------------- | --------- | -- | ------- | --------------- | -- | ------ | ------- |
| 2008  | Antonín Tlusťák | Citroën C2 S1600 | Monako | Szwecja | Meksyk | Argentyna | Jordania | Włochy | Grecja | Turcja | Finlandia | Niemcy | Nowa Zelandia | Hiszpania | 48 | Japonia | Wielka Brytania |    | 0      | -       |

## Występy w rajdach IRC
| Sezon | Zespół              | Samochód             | 1   | 2      | 3      | 4   | 5      | 6      | 7      | 8   | 9      | 10  | 11  | 12  | 13 | Punkty | Miejsce |
| ----- | ------------------- | -------------------- | --- | ------ | ------ | --- | ------ | ------ | ------ | --- | ------ | --- | --- | --- | -- | ------ | ------- |
| 2006  | Czech National Team | Citroën Saxo Kit Car | RPA | YPR 18 | MAD    | SAN |        |        |        |     |        |     |     |     |    | 0      | -       |
| 2007  | Czech National Team | Citroën Saxo Kit Car | SAF | TUR    | YPR 14 | ROS | MAD    | BAR 25 | SAN    | VAL | CHI    |     |     |     |    | 0      | -       |
| 2010  | Antonín Tlusťák     | Škoda Fabia S2000    | MON | KUR    | ARG    | KAN | SAR    | YPR NU | AZO    | MAD | BAR 12 | SAN | SZK | CYP |    | 0      | -       |
| 2011  | Antonín Tlusťák     | Škoda Fabia S2000    | MON | KAN    | KOR    | JAŁ | YPR 14 | AZO    | BAR 17 | MEC | SAN    | SZK | CYP |     |    | 0      | -       |